# Road Fools
Road Fools – pierwsza EP'ka amerykańskiego rapera Anybody Killa, wydana 22 marca 2005 roku.

Album dotarł na 23 miejsce "Najbardziej Niezależnych Albumów" Billboardu.
Do EP'ki dołączono dodatkową płytę DVD, na której znalazły się materiały z trasy koncertowej.
Jest to ostatni album ABK'a wydany w Psychopathic Records przed opuszczeniem wytwórni na następne dwa lata.

## Lista utworów
| # | Tytuł                | czas |
| - | -------------------- | ---- |
| 1 | "Intro"              | 2:45 |
| 2 | "Feel This Way"      | 4:19 |
| 3 | "Way We Roll"        | 3:37 |
| 4 | "Up My Sleeve"       | 2:40 |
| 5 | "Are We There Yet?"  | 3:26 |
| 6 | "Rage" (gość. Lavel) | 3:16 |
| 7 | "All-4-U"            | 5:56 |